# Liolaemus
Liolaemus este un gen de șopârle din familia Tropiduridae.

## Specii[1]
- Liolaemus abaucan
- Liolaemus albiceps
- Liolaemus alticolor
- Liolaemus andinus
- Liolaemus anomalus
- Liolaemus arambarensis
- Liolaemus archeforus
- Liolaemus atacamensis
- Liolaemus austromendocinus
- Liolaemus azarai
- Liolaemus baguali
- Liolaemus barbarae
- Liolaemus bellii
- Liolaemus bibronii
- Liolaemus bisignatus
- Liolaemus bitaeniatus
- Liolaemus boulengeri
- Liolaemus buergeri
- Liolaemus calchaqui
- Liolaemus canqueli
- Liolaemus capillitas
- Liolaemus ceii
- Liolaemus chacoensis
- Liolaemus chaltin
- Liolaemus chiliensis
- Liolaemus cinereus
- Liolaemus coeruleus
- Liolaemus constanzae
- Liolaemus copiapensis
- Liolaemus cranwelli
- Liolaemus crepuscularis
- Liolaemus cristiani
- Liolaemus curicensis
- Liolaemus curis
- Liolaemus cuyanus
- Liolaemus cyanogaster
- Liolaemus darwinii
- Liolaemus dicktracy
- Liolaemus disjunctus
- Liolaemus donosobarrosi
- Liolaemus dorbignyi
- Liolaemus duellmani
- Liolaemus eleodori
- Liolaemus elongatus
- Liolaemus erroneus
- Liolaemus escarchadosi
- Liolaemus espinozai
- Liolaemus etheridgei
- Liolaemus exploratorum
- Liolaemus fabiani
- Liolaemus famatinae
- Liolaemus filiorum
- Liolaemus fittkaui
- Liolaemus fitzgeraldi
- Liolaemus fitzingerii
- Liolaemus flavipiceus
- Liolaemus forsteri
- Liolaemus foxi
- Liolaemus fuscus
- Liolaemus gallardoi
- Liolaemus gracilis
- Liolaemus gravenhorstii
- Liolaemus griseus
- Liolaemus grosseorum
- Liolaemus gununakuna
- Liolaemus hajeki
- Liolaemus hatcheri
- Liolaemus heliodermis
- Liolaemus hellmichi
- Liolaemus hermannunezi
- Liolaemus hernani
- Liolaemus huacahuasicus
- Liolaemus inacayali
- Liolaemus insolitus
- Liolaemus irregularis
- Liolaemus isabelae
- Liolaemus islugensis
- Liolaemus jamesi
- Liolaemus josei
- Liolaemus josephorum
- Liolaemus juanortizi
- Liolaemus kingii
- Liolaemus kolengh
- Liolaemus koslowskyi
- Liolaemus kriegi
- Liolaemus kuhlmanni
- Liolaemus laurenti
- Liolaemus lavillai
- Liolaemus lemniscatus
- Liolaemus leopardinus
- Liolaemus lineomaculatus
- Liolaemus loboi
- Liolaemus lorenzmuelleri
- Liolaemus lutzae
- Liolaemus magellanicus
- Liolaemus maldonadae
- Liolaemus mapuche
- Liolaemus martorii
- Liolaemus melanogaster
- Liolaemus melanops
- Liolaemus molinai
- Liolaemus montanezi
- Liolaemus montanus
- Liolaemus monticola
- Liolaemus morenoi
- Liolaemus multicolor
- Liolaemus multimaculatus
- Liolaemus nigriceps
- Liolaemus nigromaculatus
- Liolaemus nigroventrolateralis
- Liolaemus nigroviridis
- Liolaemus nitidus
- Liolaemus occipitalis
- Liolaemus olongasta
- Liolaemus orientalis
- Liolaemus ornatus
- Liolaemus ortizii
- Liolaemus pagaburoi
- Liolaemus pantherinus
- Liolaemus patriciaiturrae
- Liolaemus paulinae
- Liolaemus petrophilus
- Liolaemus pictus
- Liolaemus platei
- Liolaemus pleopholis
- Liolaemus poconchilensis
- Liolaemus polystictus
- Liolaemus pseudoanomalus
- Liolaemus pseudolemniscatus
- Liolaemus puelche
- Liolaemus pulcherrimus
- Liolaemus puna
- Liolaemus punmahuida
- Liolaemus quilmes
- Liolaemus rabinoi
- Liolaemus ramirezae
- Liolaemus ramonensis
- Liolaemus reichei
- Liolaemus riojanus
- Liolaemus robertmertensi
- Liolaemus robertoi
- Liolaemus robustus
- Liolaemus rosenmanni
- Liolaemus rothi
- Liolaemus ruibali
- Liolaemus sagei
- Liolaemus salinicola
- Liolaemus sanjuanensis
- Liolaemus sarmientoi
- Liolaemus saxatilis
- Liolaemus scapularis
- Liolaemus schmidti
- Liolaemus schroederi
- Liolaemus senguer
- Liolaemus signifer
- Liolaemus silvai
- Liolaemus silvanae
- Liolaemus somuncurae
- Liolaemus tacnae
- Liolaemus talampaya
- Liolaemus tari
- Liolaemus tehuelche
- Liolaemus telsen
- Liolaemus tenuis
- Liolaemus thermarum
- Liolaemus thomasi
- Liolaemus tregenzai
- Liolaemus tristis
- Liolaemus umbrifer
- Liolaemus uptoni
- Liolaemus uspallatensis
- Liolaemus valdesianus
- Liolaemus walkeri
- Liolaemus vallecurensis
- Liolaemus variegatus
- Liolaemus velosoi
- Liolaemus wiegmannii
- Liolaemus williamsi
- Liolaemus xanthoviridis
- Liolaemus yanalcu
- Liolaemus zapallarensis
- Liolaemus zullyi